# Chen Hao
Chen Hao, född 25 december 1979 i Qingdao, Shandong, Kina, är en kinesisk skådespelare, fotomodell och sångare. Hon fick sitt genombrott år 2000.

## Filmografi
- Da Huai Shu – Feng Yuan (2007)
- Huang Shang Er Da Ye – Concubine Zheng (2007)
- The Great Dunhuang – Prinsessan Fei Tian, Mei Duo (2006)
- Shei Wei Ni Zuo Zheng – Chen Wei (2006)
- Mei Nu Ye Chou Jia – Shen Tian (2006)
- Yu Wang Zu Ji – Xiao Xiao (2006)
- Wo Ai He Dong Shi – Du Yue Hong (2005)
- Shuang Xiang Pao – Lv Xia (2004)
- The Luckiest Man – Ru Yi (2004)
- Tian Long Ba Bu – Ah Zi (2003)
- The Story of Selecting Imperial Concubines (2003)
- Pink Ladies – Wan Ren Mi (2003)
- Zhai Men Ni Zi (2003)
- Da Wan (2003)
- Li Wei Dang Guan – Yue Si Ying (2002)
- Lu Bu Wei: Hero in Times of Chaos (2000)